# Musique bhoutanaise
 (juin 2025).
Si vous disposez d'ouvrages ou d'articles de référence ou si vous connaissez des sites web de qualité traitant du thème abordé ici, merci de compléter l'article en donnant les références utiles à sa vérifiabilité et en les liant à la section « Notes et références ».
Genres dérivés
Zhungdra, bödra
Genres associés
Rigsar,
La musique bhoutanaise est proche des musiques tibétaine et indienne de par son passé colonial et sa culture bouddhiste. Du fait de la fermeture politique du pays, cette culture est préservée. Il existe encore une nette délimitation entre musique religieuse et profane, la première ayant une large prééminence et s'associant volontiers aux danses.

## Musique traditionnelle
Il existe plusieurs genres traditionnels tels le zhungdra (« musique du centre ») et le bödra (« musique tibétaine »). Par ailleurs l'influence de la musique religieuse du bouddhisme tibétain drukpa est indéniable dans le nord du pays, le sud subissant davantage l'influence népalaise. Depuis le XVIIe siècle, la musique folklorique prend un essor certain sous la forme d'accompagnement des danses religieuses cham. La danse Drametse Ngacham exécutée avec masques et tambours est classée au patrimoine culturel immatériel de l'humanité par l'UNESCO en 2005. La danse dranyen cham s'exécute avec le luth dranyen. Le choesh  est un chant religieux et une danse aussi. La danse ging dang tsholing s'exécute aussi avec des tambours.
Parmi les genres profanes, on distingue l'épopée royale drung, la musique folklorique lushe et la musique mystique gur, chantées en tibétain alors que la musique rurale liée aux travaux et aux activités est chantée dans la langue vernaculaire dzongkha.

## Musique contemporaine
La musique filmi et la pop indienne importées d'Inde dominent encore largement la musique populaire malgré l'apparition dans les années 1960 du genre rigsar qui métisse les musiques indienne, népalaise et occidentale tout en y usant du luth dranyen.
Avec l'arrivée de la radiodiffusion, les premiers artistes de musique moderne tels Tashi Nyencha, Jigme Drukpa, Shera Lhendup, Suresh Moktan & Lhamo Dukpa, et Neten Dorji acquirent la célébrité.
Aujourd'hui des chanteurs tel que Jigme TG, Tshewang Lam, Tshering Dorji, Pema Choden, Kelden Lhamo,... sont à la mode au Bhoutan.

## Instruments traditionnels
Les instruments à vent comprennent : dungchen, dungkar, gyaling, kangling, et lingm. Les instruments à cordes comprennent : chiwang (ou piwang), dranyen, rigsar drayen, et yangqin. Les percussions comprennent : damaru, drilbu, nga, rolmo, et silnyen.